# Корта
Корта (Большая Корта; южносельк. Ко́рту) — река в России, протекает по Верхнекетскому, Молчановскому, Чаинскому и Колпашевскому районам Томской области. Устье реки находится в 2484 км от устья Оби по правому берегу. Длина реки составляет 135 км, площадь водосборного бассейна — 1760 км².

## Бассейн
- 12 км: Ангальджа (Бол. Ангальджа)
  - 20 км: Малая Ангальджа
    - 8 км: Средняя Ангальджа
- 22 км: Малая Корта
  - 19 км: Анга
  - 32 км: Пужульто
  - 40 км: Сулзат
  - Нязанга
- Матигош
- 23 км: Белая
- 88 км: Правая Корта

## Данные водного реестра
По данным государственного водного реестра России относится к Верхнеобскому бассейновому округу, водохозяйственный участок реки — Обь от впадения реки Чулым до впадения реки Кеть, речной подбассейн реки — Чулым. Речной бассейн реки — (Верхняя) Обь до впадения Иртыша.